# Agneta Berliner
Agneta Elisabeth Berliner, född 9 november 1958 i Malmö, är en svensk politiker (liberal). Hon var ordinarie riksdagsledamot för Folkpartiet liberalerna 2006–2010, invald för Västmanlands läns valkrets.
I riksdagen var hon ledamot i skatteutskottet 2010. Hon var även suppleant i EU-nämnden, konstitutionsutskottet, näringsutskottet och skatteutskottet.
Även i valet 2010 var Berliner Folkpartiets toppkandidat i Västmanlands län, men hon förlorade sin riksdagsplats sedan Roger Haddad blivit inkryssad.

## Biografi
Berliner var 2002–2006 ledamot av Västerås kommunfullmäktige och då ansvarig för Folkpartiet Västerås skolpolitik. Hennes politiska huvudfrågor rör barn, skola, företagande och jämställdhet. Berliner är bland annat drivande för att göra Barnkonventionen till svensk lag. Hon är även engagerad i Västsaharas ansträngningar att åter bli självständigt och att de västsahariska fiskevattnen ska exkluderas ur EU:s fiskeavtal med ockupationsmakten Marocko. Berliner var aktiv för att få ett bättre integritetsskydd vid signalspaning enligt FRA-lagen. Hon röstade i Sveriges riksdag den 11 mars 2010 för ett erkännande av Armeniska folkmordet.
Berliner har varit VD för friskolan ABB Industrigymnasium i Västerås, Sala och Ludvika. Tidigare chef för Handelskammaren Mälardalen i Västerås.
Berliner har ett ideellt engagemang i bland annat Ung Företagsamhet, Rädda Barnen, ARTY/stiftelse för samarbete mellan kultur och näringsliv, Brottsofferjouren och SKMA/Svenska kommittén mot antisemitism.
Hon är gift.